# Trachypeneus
Trachypeneus is een geslacht van kreeftachtigen uit de klasse van de Malacostraca (hogere kreeftachtigen).

## Soort
- Trachypeneus (Trachysalambria) similis